# Província dels Països Baixos
La província neerlandesa és l'administració regional entre el Govern i els municipis dels Països Baixos. La part europea del Regne dels Països Baixos es divideix en 12 províncies.

## Resum
| Bandera | Província        | Població  | Àrea (terra i aigua) en km² | Àrea (terra) en km² | hab./km² | Capital          | Municipi més habitat |
| ------- | ---------------- | --------- | --------------------------- | ------------------- | -------- | ---------------- | -------------------- |
|         | Groningen        | 582.649   | 2.960,03                    | 2.333,28            | 250      | Groningen        | Groningen            |
|         | Frísia           | 646.092   | 5.748,74                    | 3.341,70            | 193      | Leeuwarden       | Leeuwarden           |
|         | Drenthe          | 488.871   | 2.680,37                    | 2.641,09            | 185      | Assen            | Emmen                |
|         | Overijssel       | 1.142.360 | 3.420,86                    | 3.325,62            | 344      | Zwolle           | Enschede             |
|         | Flevoland        | 403.280   | 2.412,30                    | 1.417,50            | 285      | Lelystad         | Almere               |
|         | Gelderland       | 2.031.123 | 5.136,51                    | 4.971,76            | 409      | Arnhem           | Nijmegen             |
|         | Utrecht          | 1.268.489 | 1.449,12                    | 1.385,02            | 916      | Utrecht          | Utrecht              |
|         | Holanda del Nord | 2.775.617 | 4.091,76                    | 2.671,03            | 1.039    | Haarlem          | Amsterdam            |
|         | Holanda del Sud  | 3.607.150 | 3.418,50                    | 2.814,69            | 1.282    | La Haia          | Rotterdam            |
|         | Zelanda          | 381.182   | 2.933,89                    | 1.787,13            | 213      | Middelburg       | Terneuzen            |
|         | Brabant del Nord | 2.495.107 | 5.081,76                    | 4.916,49            | 507      | 's-Hertogenbosch | Eindhoven            |
|         | Limburg          | 1.115.805 | 2.209,22                    | 2.150,87            | 519      | Maastricht       | Maastricht           |

Aquestes províncies es divideixen en un total de 380 municipis (2018).

## Història

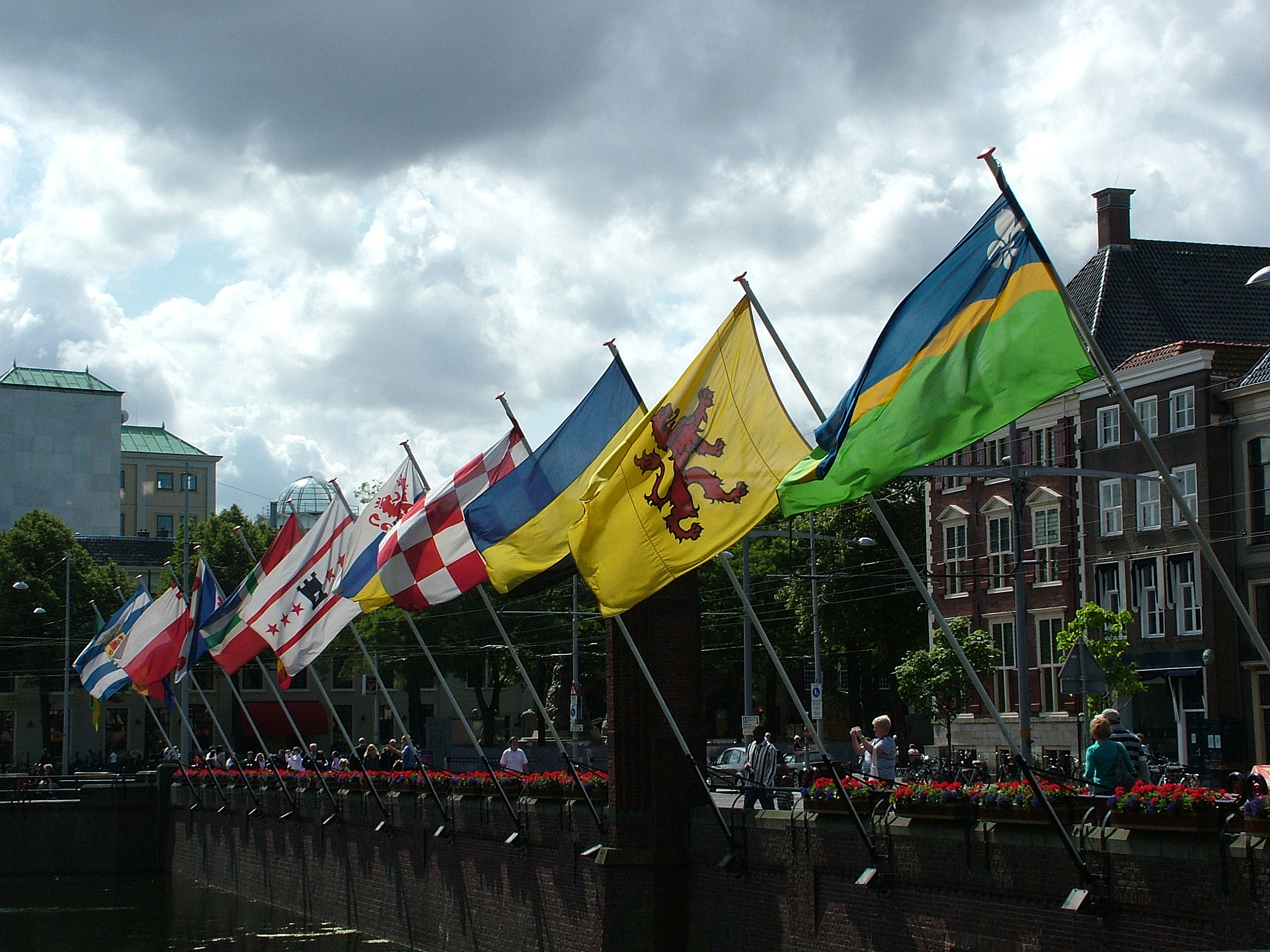
Les banderes de les províncies a Hofvijver a La Haia.

Gairebé totes les províncies neerlandeses s'originen a partir d'un comtat o ducat medieval, de forma similar a les províncies de Bèlgica. La situació va canviar quan es va formar el territori de les Disset Províncies i van quedar totes sota un mateix governant, que en va centralitzar l'administració i els seus poders es van veure reduïts. L'any 1588, set províncies del nord van decidir formar la República dels Set Països Baixos Units. Aquestes províncies eren Holanda, Zelàndia, Gelderland, Utrecht, Frísia, Overijssel i Groningen. Les terres d'aquesta república també contenien Drenthe (una de les 17 províncies esmentades, però que no tenia el mateix grau d'autonomia), i parts de Brabant, Limburg i Flandes, que eren considerades "terres conquerides" i estaven governades directament pels Estats Generals, d'aquí el seu nom de Terres de la Generalitat. S'anomenaven Staats-Brabant, Staats-Limburg i Staats-Vlaanderen, que significava "governats pels Estats Generals". Cadascuna de les províncies dels "Països Baixos" tenia un alt grau d'autonomia, i bàsicament només compartien entre elles la defensa i les relacions exteriors.
L'1 de gener de 1796, sota la República Batava, Drenthe i Staats-Brabant van convertir-se en la vuitena i novena províncies dels Països Baixos. L'última, que es coneixia amb el nom de Bataafs Brabant (Brabant bataviana), va canviar el seu nom a Noord Brabant (Brabant del Nord) l'any 1815 quan va passar a formar part del Regne Unit dels Països Baixos, que en aquell moment contenia també la llavors Brabant Meridional, una província ara a Bèlgica. Aquest nou estat unificat contenia les províncies com a subdivisions estatals no autònomes, i tornaven a ser 17, malgrat que no eren exactament les mateixes del segle xvi. L'any 1839, quan Bèlgica es va separar, la província de Limburg es va dividir entre els dos països, i des de llavors ambdós països tenen una província anomenada Limburg. Un any més tard, Holanda, que era la província neerlandesa més gran, es va dividir en dues, fent que el total de províncies dels Països Baixos fos d'11. La 12a i última província que es va crear va ser Flevoland, que consisteix bàsicament en terres guanyades al mar, es va crear l'1 de gener de 1986. L'any 1997 el nom de la província de Frísia va ser canviat del neerlandès Friesland al frisó Fryslân.
Hi ha una discussió contínua als Països Baixos sobre el futur de les províncies. Abans de 2014, el govern nacional estudiava fusionar les províncies de Flevoland, Holanda del Nord i Utrecht en una única província anomenada Noordvleugelprovincie. No obstant això, les protestes en contra del pla van fer que s'abandonés.

## Política i govern
El govern de cada província consisteix en tres grans parts:
- L'estat provincial (Provinciale Staten) és el parlament provincial, que s'elegeix cada quatre anys. El nombre de diputats varia entre 39 i 55, depenent del nombre d'habitants de la província.[3] La feina de diputat provincials és a mitja jornada. La principal tasca de l'estat provincial és controlar la feina del govern provincial.
- L'executiu provincial (Gedeputeerde Staten) és el govern elegit d'entre els diputats de l'estat provincial i al qual li corresponen bàsicament tasques executives. Cada província té entre tres i set consellers, cadascun amb el seu cartipàs. La tasca de l'executiu provincial és el de gestionar les competències atribuïdes a les províncies.
- El Comissari del Rei (Commissaris van de Koning) és una única persona, nomenada per la Corona, que presideix l'estat provincial i l'executiu provincial. El Comissari és nomenat per un període de sis anys, i pot ser reelegit per un segon període.

### Eleccions
Els membres de l'estat provincial són elegits cada quatre anys en eleccions directes. En general, hi concorren els mateixos partits polítics que en les eleccions nacionals. Els legisladors provincials escollits trien els membres del Senat dels Països Baixos durant els tres primers mesos després de les eleccions provincials. Les eleccions provincials se celebren el mateix dia que les eleccions de les juntes d'aigua.

## Competències
Les províncies dels Països Baixos tenen 7 competències bàsiques:
1. Planificació de l'espai sostenible, inclosa la gestió de l'aigua.
2. Medi ambient, energia i clima.
3. Gestió, desenvolupament i preservació del paisatge rural.
4. Comunicacions regionals i transport públic regional.
5. Economia regional.
6. Infraestructura cultural i la seva preservació.
7. Qualitat de l'administració pública a partir de la supervisió de les juntes d'aigua i les finances dels municipis.

### Finançament
En gran manera, les províncies dels Països Baixos són finançades pel govern nacional, però també de l'impost automobilístic. Algunes províncies han aconseguit grans beneficis gràcies a privatitzar empreses d'ús públic que originàriament pertanyien totalment o en part a les províncies. Un exemple és l'empresa d'energia Essent, que originalment pertanyia a sis províncies i més de cent municipis i que es va vendre per uns 9.3 bilions d'euros.